# (73050) 2002 EQ121
2002 إي كيو 121 (ويعرف أيضًا باسم (73050) 2002 إي كيو 121 وفق تسمية الكوكب الصغير) (بالإنجليزية: 2002 EQ121)‏ هو كويكب ضمن حزام الكويكبات؛ وترتيبه 73050 من حيث الاكتشاف.
اكتُشف هذا الجُرم الفلكي بواسطة تعقب الأجرام القريبة من الأرض في 11 مارس 2002.

## وصلات خارجية
- (73050) 2002 EQ121 في قاعدة بيانات مختبر الدفع النفاث لأجرام النظام الشمسي الصغيرة

- الاكتشاف · مخطط المدار ·  العناصر المدارية · المعلمات المادية

- (73050) 2002 EQ121 على موقع ويكي سكاي: DSS2, SDSS, GALEX, IRAS, Hydrogen α, X-Ray, Astrophoto, Sky Map, Articles and images